# Сергеј Соловјев
Сергеј Соловјев (р. 1901. у Курску, Русија – умро у Масиа, Италија 1975) је био српски цртач стрипова руског порекла. Најчешће је цртао по сценаријима Бранка Видића. Био је један од цртача окупљених око Београдског круга, изванредне стрип-школе, чувене и у светским размерама.
Најпознатији стрипови: „Три мускетара“, „Црни атаман“, „Царев штитоноша“, „Сан летње ноћи“, „Козаци“, „Буфало Бил“, „Робин Худ“, „Ајванхо“, „Наполеон“, „Млада Сибирка“ и „Пут ка слави“.

## Стрипографија

### „Мика Миш“
- „Легија проклетих“ 1937.

- „У вртлогу“ 1937.

- „Три мускетара“ 1937. (према роману А. Диме)

- „Црни атаман“ 1937/38. (сценарио Бранко Видић)

- „Ђаво и његов шегрт“ 1937/38.

- „Сан летње ноћи“ 1938. (према комедији Виљема Шекспира)

- „Црни атаман“ – епизода: „Капетан Леш“ 1938. (сценарио Бранко Видић)

- „Козаци“ 1938.

- „Ђаволов шегрт у XX веку” 1938.

- „Козаци“ - II епизода, 1938.

- „Црни атаман“ – епизода: „Невеста живог Буде“ 1938. (сценарио Бранко Видић)

- „Вихор у пустињи” 1938/39.

- „Буфало Бил“ 1939. (сценарио Бранко Видић)

- „Робин Худ“ 1939.

- „Козаци“ – III епизода, 1939.

- „Буфало Бил“ - II епизода, 1939. (сценарио Бранко Видић)

- „Ајванхо“ 1939. (према роману Валтера Скота)

- „Ромео и Јулија“ 1939/40. (према трагедији Виљема Шекспира)

- „Царев штитоноша“ 1940/41.

- „Царев штитоноша“ II део, 1941. (недовршено)

### „Микијево царство“
- „Наполеон“ 1940. (сценарио Бранко Видић)

- „Црни атаман“ 1940. (сценарио Бранко Видић)

- „Црна маска - лорд Варвик” 1940. (сценарио Бранко Видић)

- „Наполеон“ – II епизода, 1940. (сценарио Бранко Видић)

- „Наполеон“ – III епизода, 1940. (сценарио Бранко Видић)

- „Биг Кид“ 1940. (сценарио Бранко Видић)

- „Исток непобедиви“ 1940. (према Финжгаровом делу обрадио Бранко Видић)

- „Под слободним сунцем“ 1940. (према Финжгаровом делу обрадио Бранко Видић)

- „Млада Сибирка“ 1940. (сценарио Бранко Видић)

- „Пут ка слави“ 1940.

### „Плави забавник”
- „Соња или прва љубав” 1940.

### „Политикин забавник“
- „Острво с благом” 1941. (према роману Р. Л. Стивенсона) недовршено (у целости објављено тек 1951. године у листу „Омладина“)

### „Пегаз“
- „Песма јужног ветра“ 1975.